# Ranódy László
Ranódy László (Zombor, 1919. szeptember 14. – Budapest, 1983. október 14.) Kossuth-díjas magyar filmrendező, főiskolai tanár, forgatókönyvíró, díszlettervező.

## Életpályája
Iskoláit Budapesten végezte. 1938-ban lett a Pázmány Péter Tudományegyetem hallgatója. Már ekkor a Független Színpadon segédrendező és gyakornok. Tanulmányait 1942-ben fejezte be, s 1943-ban a Hunnia Filmgyárhoz került rendezőként. 1948-ban a Nemzeti Filmgyártó Vállalat osztályvezetője lett, később a Magyar Filmgyártó Vállalat rendezője. A Színház- és Filmművészeti Főiskola tanára volt 1948 és 1954 között. 1963-tól 1980-ig volt a Filmművészek és Filmalkalmazottak Szakszervezetének elnöke. Több filmnek volt rendező asszisztense az 1940-es években. Első játékfilmje az 1949-ben készült – Nádasdy Kálmánnal közösen rendezett – Ludas Matyi volt. A Pacsirta című filmje 1963-ban nyert díjat Cannes-ban, az Árvácska című filmje pedig Karlovy Vary-ban nyert díjat.

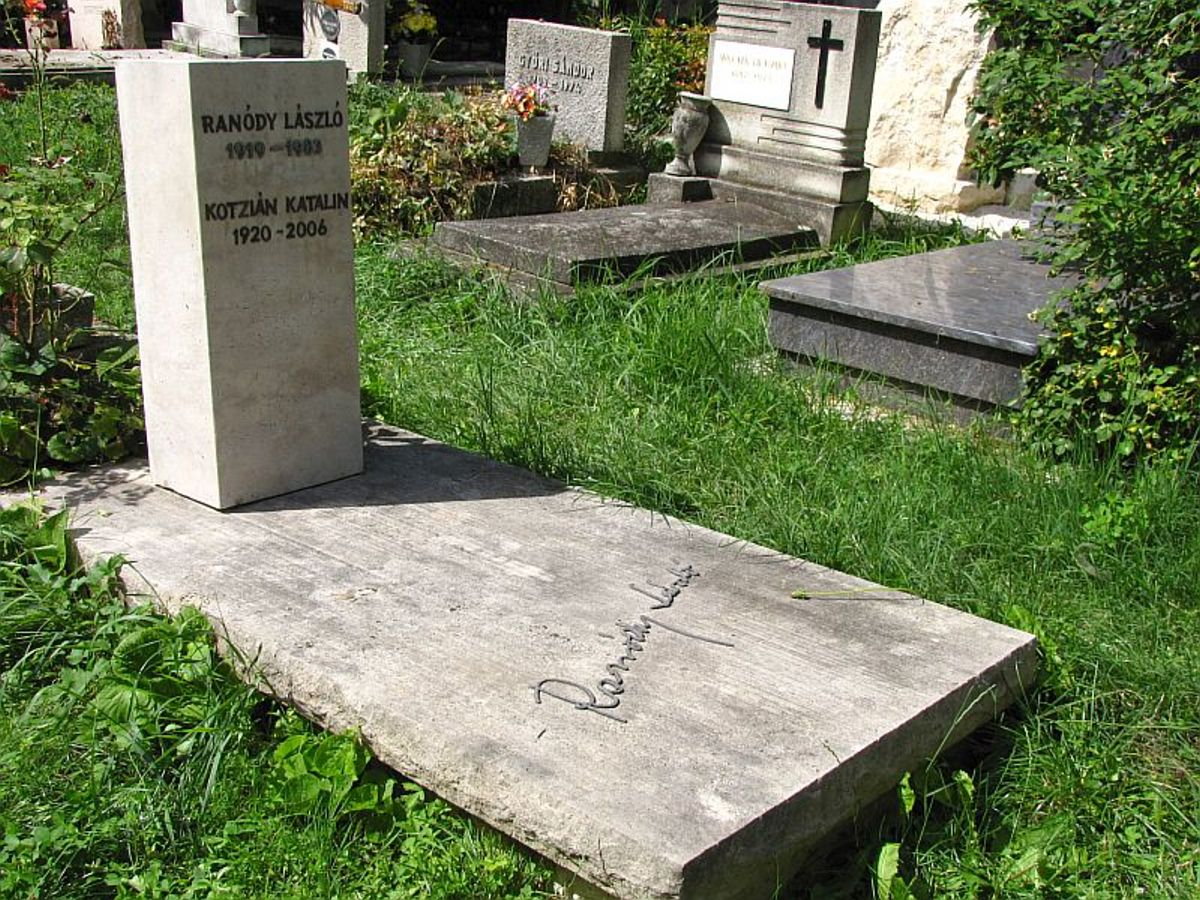
Sírja a Farkasréti temetőben (25/IX-1-18)

## Filmjei

### Játékfilmek
- Fűszer és csemege (1939 – rendezőasszisztens)
- Gül Baba (1940 – rendezőasszisztens)
- Mindenki mást szeret (1940 – rendezőasszisztens)
- Bűnös vagyok (1941 – rendezőasszisztens)
- Magdolna (1942 – rendezőasszisztens)
- Ludas Matyi (1949)
- Föltámadott a tenger (1953)
- Hintónjáró szerelem (1954)
- Szakadék (1956)
- A tettes ismeretlen (1957)
- Akiket a pacsirta elkísér (1960)
- Légy jó mindhalálig (1960)
- Egyiptomi történet (1962 – forgatókönyv)
- Pacsirta (1963)
- Aranysárkány (1966)
- Hatholdas rózsakert (1970 – forgatókönyv is)
- Árvácska (1976 – forgatókönyv is)
- Színes tintákról álmodom (1980 – forgatókönyv is)

### Tévéfilmek
- Bajai mozaik (1968)
- Elindult szeptemberben (1969)
- Kínai kancsó (1973)
- Fürdés (1973)
- A kulcs (1974)
- Zendül az osztály (1975 – forgatókönyvíró Nádasy Lászlóval)

## Kötetek
- A mesétől a fantasztikumig. Tanulmányok az ifjúsági filmek dramaturgiájának kérdéseiről; összeáll. Ranódy László, Bernáth László; Magyar Filmtudományi Intézet–Filmművész Szövetség, Bp., 1963 (Film és ifjúság. Filmművészeti könyvtár)

## Díjai
- Kossuth-díj (1956)
- Érdemes művész (1969)
- SZOT-díj (1972)
- Kiváló művész (1977)